# 鹿 (タレント)
鹿（しか、1996年10月10日 - ）は、日本のグラビアアイドル、タレント。

## 経歴・人物
特技はバドミントン、硬筆。172センチの高身長が特徴。コスプレイヤーとして活動していたところをスカウトされ、デビュー。グラビアへのこだわりは「着崩し」。当人の思うチャームポイントは、縦型のヘソだという。
人目を惹く芸名は、出身地である「鹿児島」から一字取ったことが由来。
メディアックスの雑誌『Cream』でモデルも務めており、2023年5月には発売記念握手会を行った（コロナ禍明けのイベント再開第1号モデルであった）。
2024年4月8日Twitterにて、「けしからんにもほどがある」で「私が出る最後のイメージDVDになります。」と表明した。

## 作品

### イメージビデオ
- Debut!（2020年10月23日、竹書房）[6]
- 天使のハジライ（2021年3月20日、ラインコミュニケーションズ）
- 繋がる関係（2021年8月27日、スパイスビジュアル）
- 生徒会長のひみつ（2022年7月22日、竹書房）[2]
- 鹿恋（かれん）（2023年2月22日、スパイスビジュアル）
- 従順ガール　(2023年8月25日、竹書房)
- けしからんにもほどがある　(2024年4月20日、ラインコミュニケーションズ)